# Carex cirrhulosa
Carex cirrhulosa là một loài thực vật có hoa trong họ Cói. Loài này được Nees mô tả khoa học đầu tiên năm 1854.